# Aproximación de Percus-Yevick
En mecánica estadística, la aproximación de Percus-Yevick es una relación de cerradura para resolver la ecuación de Ornstein-Zernike. Es conocida también como ecuación de Percus-Yevick. Se utiliza comúnmente en teoría de fluidos para obtener, por ejemplo, expresiones para la función de distribución radial.

## Obtención
La función de correlación directa representa la correlación directa entre dos partículas en un sistema que contiene otras N − 2 partículas. Puede representarse a través de
{\displaystyle c(\mathbf {r} )=g_{\rm {total}}(\mathbf {r} )-g_{\rm {indirecta}}(\mathbf {r} )\,}
donde gtotal(r) es la función de distribución radial; es decir g(r) = exp[-βw(r)] (con w(r) el potencial de fuerza media) y gindirecta(r) es la función de distribución sin incluir la interacción directa entre pares u(r). Es decir, si escribimos gindirecta(r) = exp{-β[w(r) − u(r)]}. Por lo tanto, aproximamos  c(r) como
{\displaystyle c(\mathbf {r} )=e^{-\beta w(\mathbf {r} )}-e^{-\beta [w(\mathbf {r} )-u(\mathbf {r} )]}.\,}
Si introducimos la función y(r) = exp[βu(r)]g(r) en la aproximación de c(r) se obtiene 
{\displaystyle c(\mathbf {r} )=g(\mathbf {r} )-y(\mathbf {r} )=e^{-\beta u}y(\mathbf {r} )-y(\mathbf {r} )=f(\mathbf {r} )y(\mathbf {r} ).\,}
Esta es, en esencia, la aproximación de Percus-Yevick, de modo que, si sustituimos este resultado en la ecuación de Ornstein-Zernike, se obtiene la ecuación de Percus–Yevick:
{\displaystyle y(\mathbf {r} _{12})=1+\rho \int f(\mathbf {r} _{13})y(\mathbf {r} _{13})h(\mathbf {r} _{23})d\mathbf {r_{3}} .\,}
La aproximación fue definida por Percus y Yevick en 1958. Para esferas duras, la ecuación tiene solución analítica.